# Kanonický tvar
V matematice a informatice se pojmem kanonický tvar (případně kanonická forma, normální tvar, základní tvar, standardní forma nebo normální forma) označuje způsob, jakým se obvykle (či přednostně) zapisuje nebo v počítači ukládá objekt dané třídy.

## Definice
Kanonický tvar zápisu objektů z nějaké třídy musí mít dvě základní vlastnosti:
1. Každý objekt musí mít právě jeden kanonický tvar.
2. Každé dva objekty, které mají stejný kanonický tvar, musí být stejné (vzhledem k nějaké ekvivalenci).

Z matematického hlediska tedy předpokládáme, že máme nějakou množinu objektů, které nás zajímají, a nějakou na ní existující relaci ekvivalence. Definici konkrétního kanonického tvaru pro objekty této množiny pak vytvoříme tím, že z každé třídy ekvivalence vybereme jednoho reprezentanta jakožto kanonický tvar všech prvků příslušné třídy.
Kanonický tvar může být v některých případech jen otázkou formální konvence, jindy může být existence kanonického tvaru zjevná, někdy však zjevná není a fakt, že kanonický tvar existuje je hlubokým matematickým výsledkem.
Například polynomy se často zapisují od vyšších mocnin k nižším: spíše než {\displaystyle x+30+x^{2}} se používá zápis {\displaystyle x^{2}+x+30}. Lze říci, že zápis {\displaystyle x^{2}+x+30} je kanonickým tvarem a jelikož se na tento kanonický tvar převede jak {\displaystyle x+30+x^{2}}, tak např. {\displaystyle 30+x+x^{2}}, je ihned vidět, že tyto polynomy jsou shodné.
Oproti tomu např. Jordanova normální forma matice je důležitou větou lineární algebry.

## Příklady
- Disjunktivní normální forma
- Konjunktivní normální forma
- Kanonický tvar formule
- Normální forma konečného automatu